# Ole Petter Ottersen

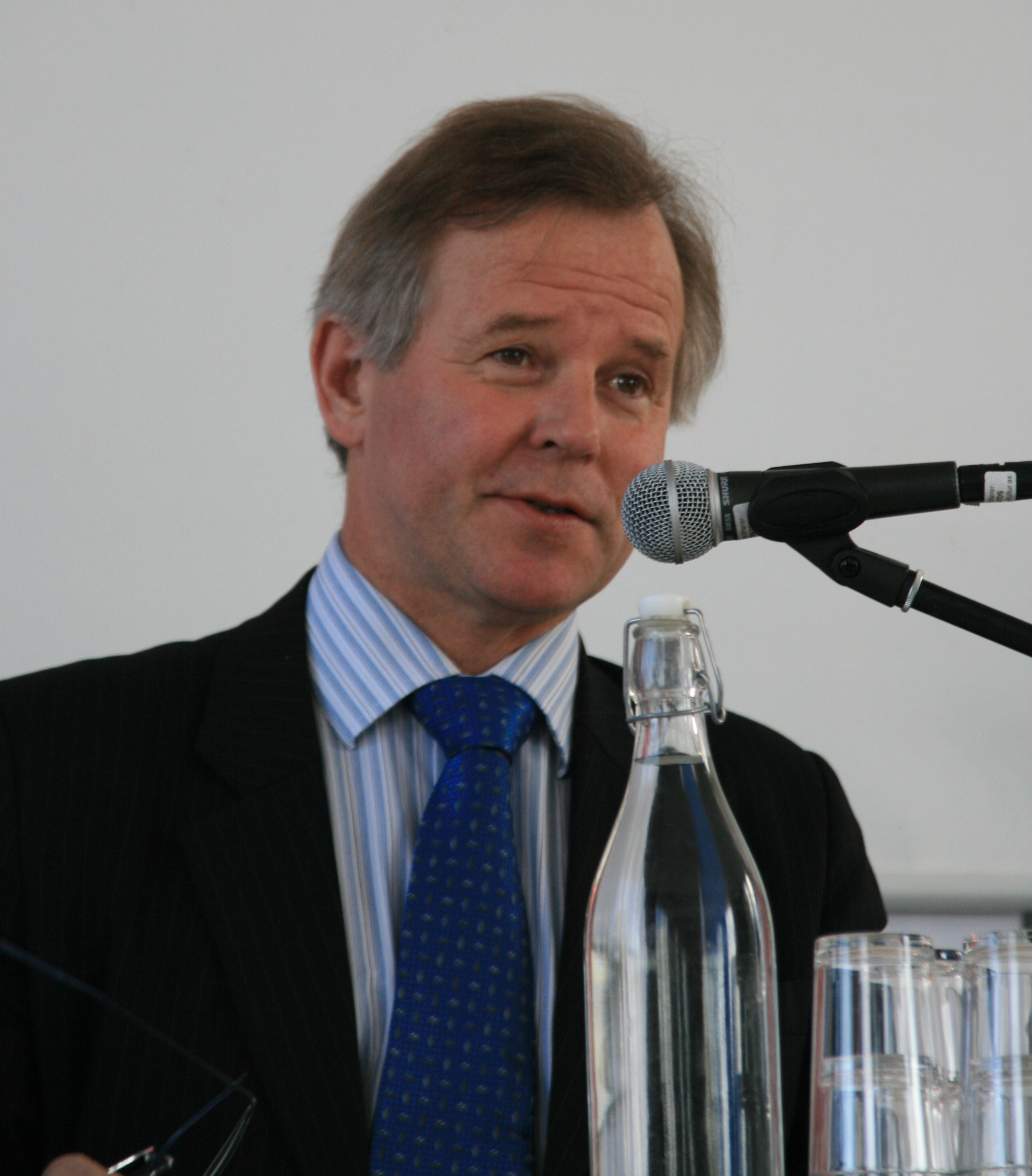
Ole Petter Ottersen, 2010

Ole Petter Ottersen (* 17. März 1955) ist ein norwegischer Professor der Medizin, der von 2009 bis 2017 Rektor der Universität Oslo sowie von 2017 bis 2023 Rektor des Karolinska Institutet war.

## Leben
Ottersen schloss sein Studium an der Universität Oslo 1980 mit dem akademischen Grad eines cand. med. und 1982 mit dem akademischen Grad eines dr.med. (Med.Sc.D.) an derselben Universität ab.
Sein Forschungsfeld sind die Neurowissenschaften, überdies ist er der ehemalige Direktor des Zentrums für molekulare Biologie und Neurowissenschaften an der Universität Oslo.
Im Jahr 2005 erhielt er den Forschungspreis der Lundbeck-Stiftung zusammen mit Jon Storm-Mathisen. 2008 erhielt er zudem den Anders-Jahre-Preis (Anders Jahre Award for Medical Research). 2001 war er zusammen mit Mathisen und Per Brandtzæg der am meisten zitierte norwegische Wissenschaftler in internationalen Fachzeitschriften.
Im Jahr 2009 bewarb er sich für das Amt des Rektors der Universität Oslo. Der Rektor wird von den Studenten und den Dozenten der Universität gewählt. Ottersens einziger Gegenkandidat bei dieser Wahl war Trygve Wyller, der Dekan der Theologischen Fakultät. Am 2. April 2009 stand der Erfolg Ottersens bei der Wahl zum Rektor fest. 2013 wurde Ottersen als Rektor wiedergewählt. 2017 übernahm Svein Stølen das Amt. Ottersen war vom 1. August 2017 to 28. Februar 2023 Rektor des schwedischen Karolinska Institutet, das den Preisträger des Nobelpreis für Physiologie oder Medizin bestimmt.
Seit 1993 ist er Mitglied der Norwegischen Akademie der Wissenschaften. 1999 wurde er zum Mitglied der Leopoldina gewählt, 2017 der Academia Europaea.